# Kathedrale von Bordeaux

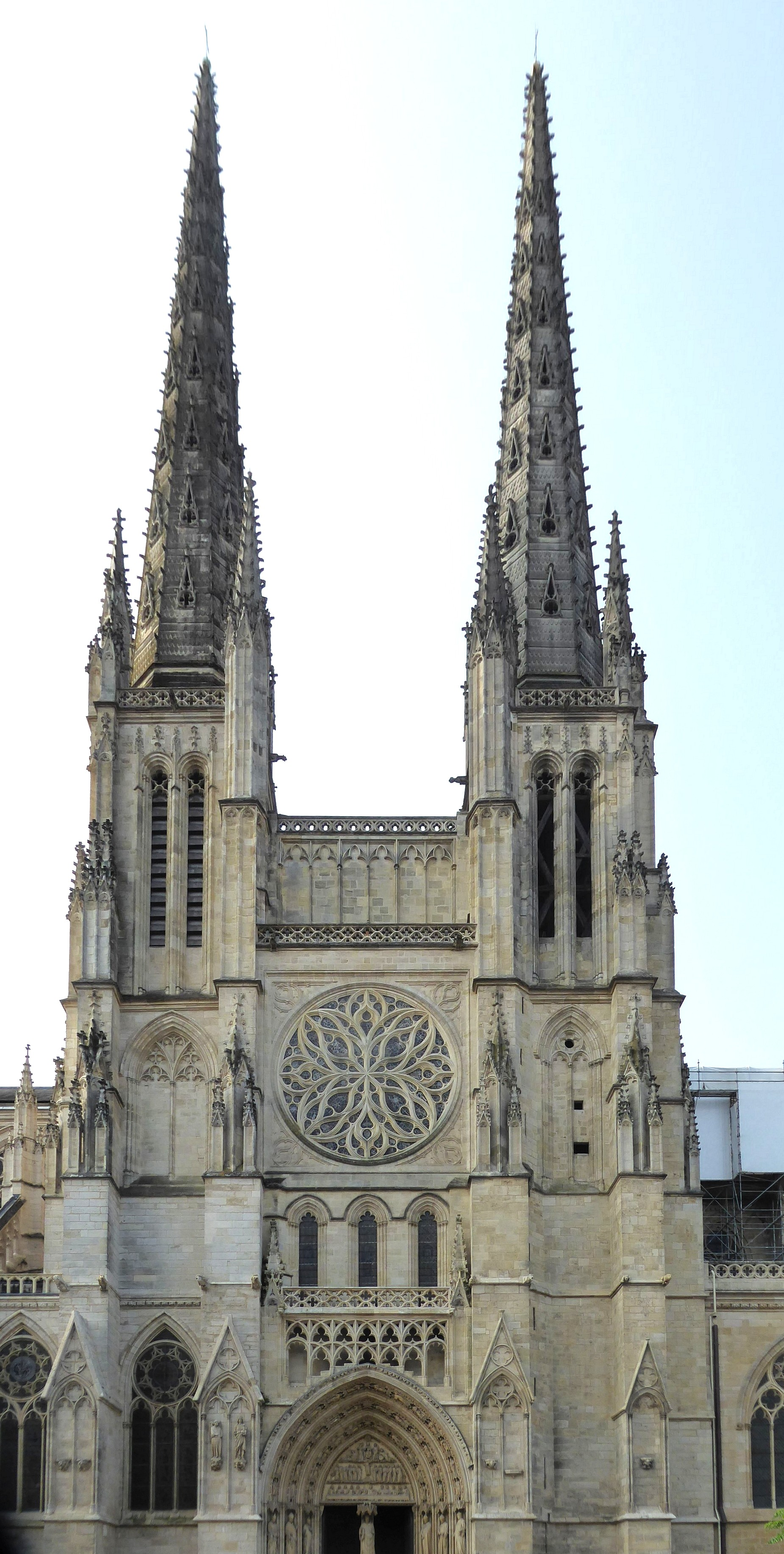
Nördliche Querhausfassade mit hochgotischem Portal und spätgotischer Flamboyant-Rosette

Die Kathedrale Saint-André ist ein Sakralbau in Bordeaux (Frankreich), der dem Erzbistum Bordeaux als Sitz dient. Das Kulturdenkmal wurde im Jahr 1862 als Monument historique klassifiziert und steht als solches unter Denkmalschutz.

## Beschreibung

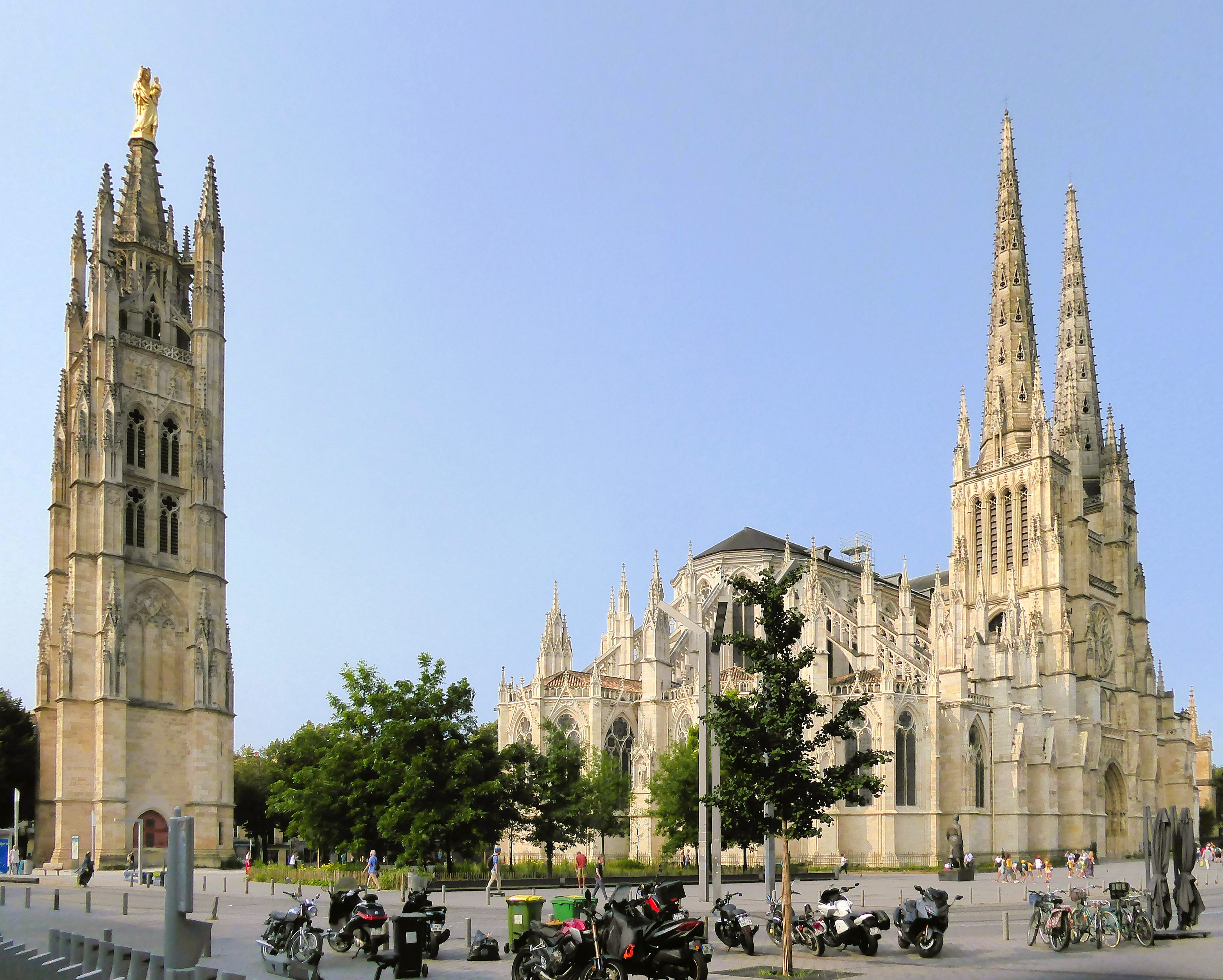
Der Turm Pey-Berland und die Kathedrale Saint-André

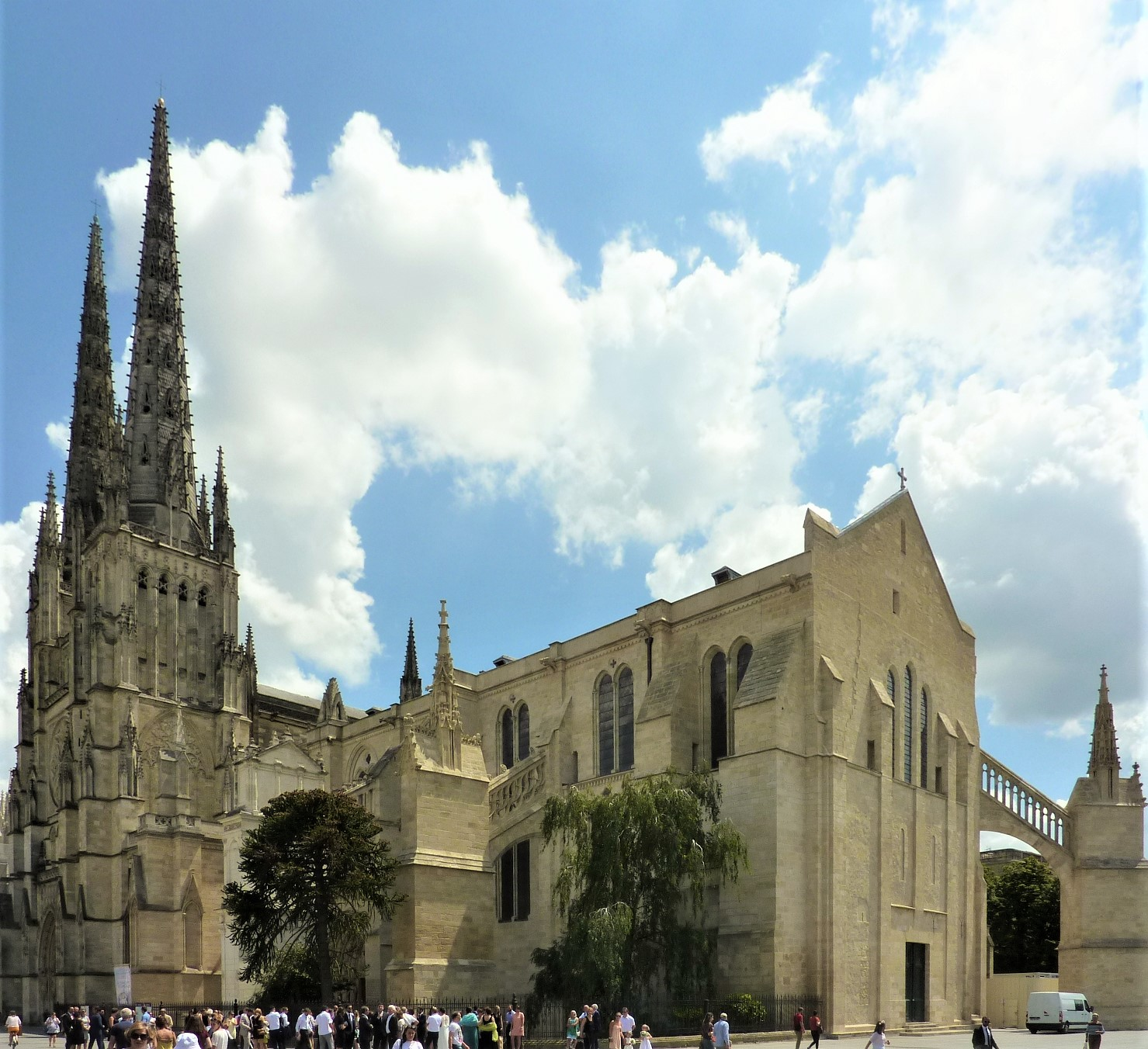
Langhaus von Nordwesten, frühgotische Fenster

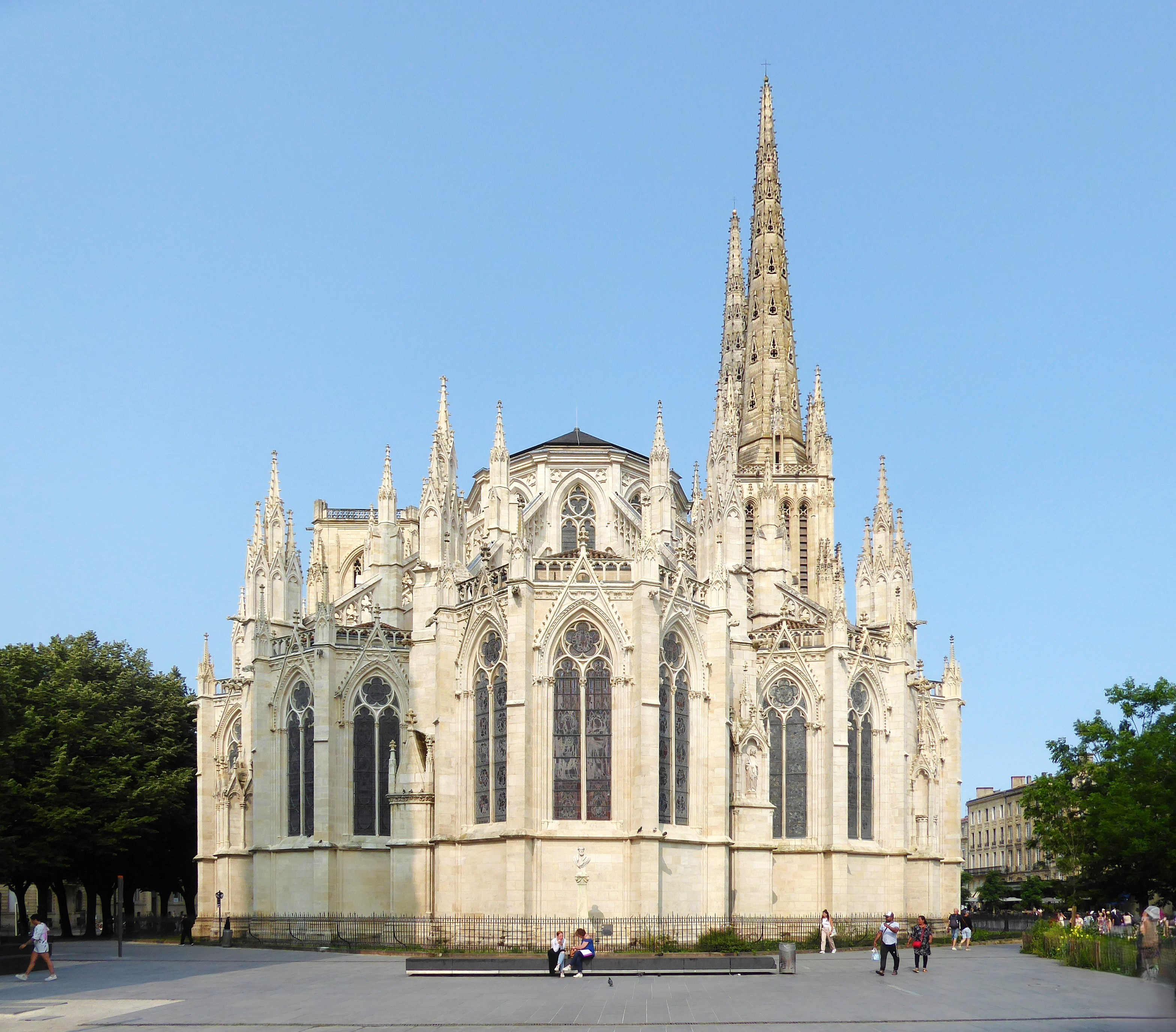
Kapellen des Umgangschors, früh-hochgotische Maßwerkfenster.

Die Kathedrale ist mit 124 m Länge, 18 m Breite im Querhaus, 23 Meter Höhe im Langhaus und 29 Meter Höhe im Chor der größte und bedeutendste Sakralbau der Stadt Bordeaux. Im 1096 durch Papst Urban II. geweihten Vorgängerbau fanden 1137 die Hochzeit von Eleonore von Aquitanien mit Ludwig VII. statt (die 1152 aufgelöst wurde).
In der heutigen, gotischen Kathedrale fand mehr als viereinhalb Jahrhunderte später 1615 die Hochzeit von Ludwig XIII. mit Anna von Österreich statt.
In der zweiten Hälfte des 12. Jahrhunderts wurde das trotz seiner Größe einschiffige Langhaus im Stil der Angevinischen Gotik errichtet. Die frühgotische Westfassade ist völlig schmucklos und verfügt über keine Portalanlage. Die paarigen schlanken Spitzbogenfenster an den Längswänden stammen aus derselben Zeit. An der Nordseite des Langhauses wurde um 1250 das hochgotische Königsportal eingebaut.
Um 1280 erhielt die Kirche einen neuen Umgangschor mit Kapellen in Formen der nordfranzösischen Gotik, dessen Umgang jedoch angevinische Gewölbe hat.
Im Unterschied zu nordfranzösischen Gepflogenheiten wurde aber nicht die Westfassade zum architektonischen Schwerpunkt, sondern vier Flankentürme um die Vierung. Bordeaux unterstand ja immer noch der englischen Krone, und in der englischen Gotik war es nicht unüblich, die Vierung repräsentativer zu gestalten als die Westfassade; die Bordeauxer (franz.: bordelaise) ist allerdings außergewöhnlich schlicht.
Durch diese Vierturmgruppe hat das Querhaus zwei Doppelturmfassaden.
Das Nordportal vom Anfang des 14. Jahrhunderts zeigt einen reichen Skulpturenschmuck mit Figuren der Erzbischöfe von Bordeaux. Es wird von zwei 81 Meter hohen Türmen mit spitzen, gotischen Turmaufsätzen überragt. Um 1350 war Erweiterung vollendet.
Im 15. Jahrhundert bekam die Nordquerhausrose ein neues Flamboyant-Maßwerk, die Südquerhausrose bewahrt dagegen das Maßwerk des 14. Jahrhunderts.
Während der Französischen Revolution wurde die Inneneinrichtung zerstört, die Kathedrale selbst in eine Scheune umgewandelt.
Die Kathedrale steht seit 1998 als Teil des „Jakobswegs in Frankreich“ auf der UNESCO-Liste des Weltkulturerbes.
Dem Chor auf südlicher Seite ist der isoliert stehende Glockenturm Tour Pey-Berland vorgelagert, der aus den Jahren 1440–66 stammt und nach dem Bischof Pey-Berland benannt ist. 1863 wurde der 50 Meter hohe Turm durch die Marienstatue Notre-Dame d'Aquitaine erhöht.

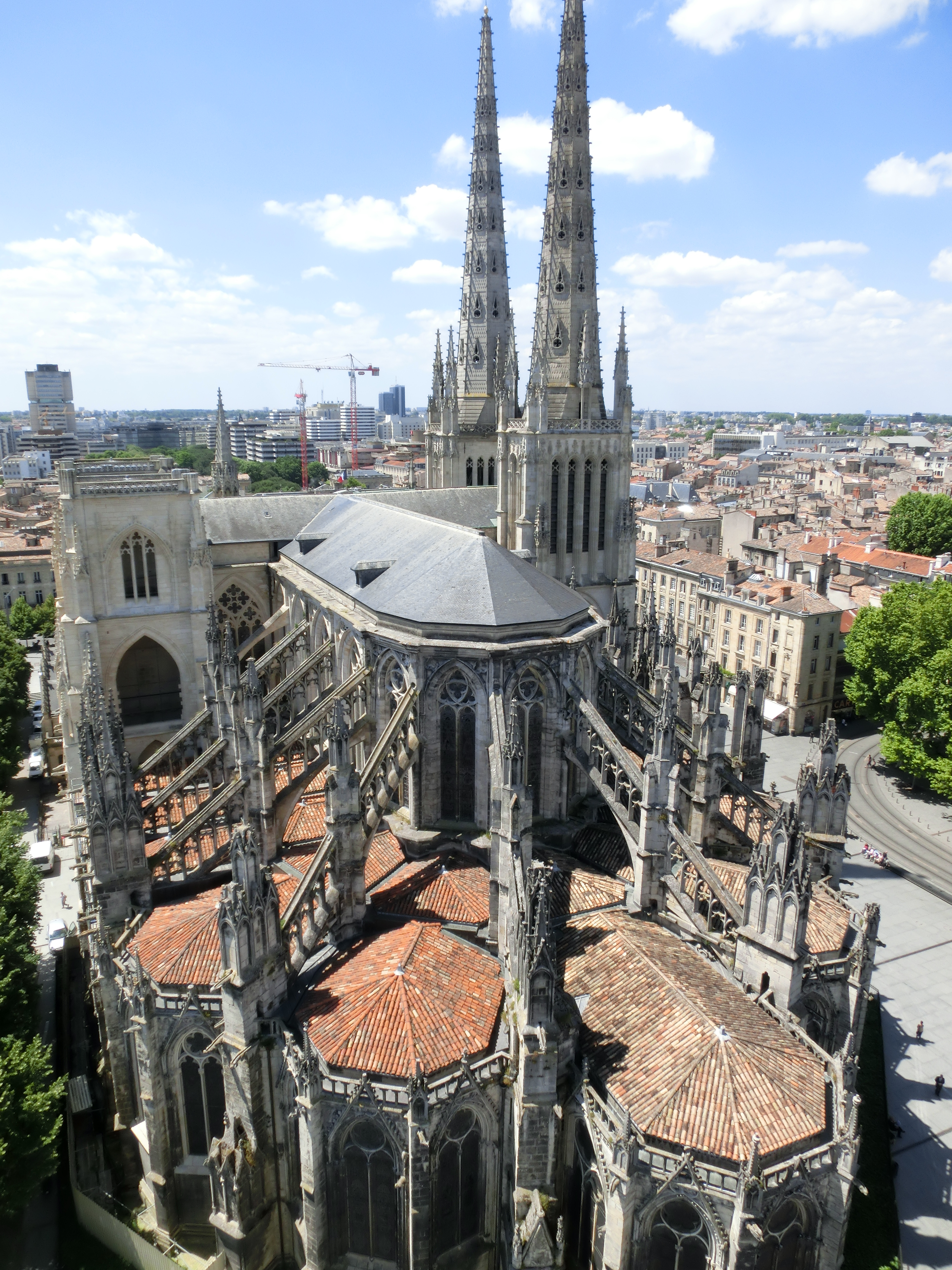
Umgangschor mit Kapellen, Vierung mit vier Türmen
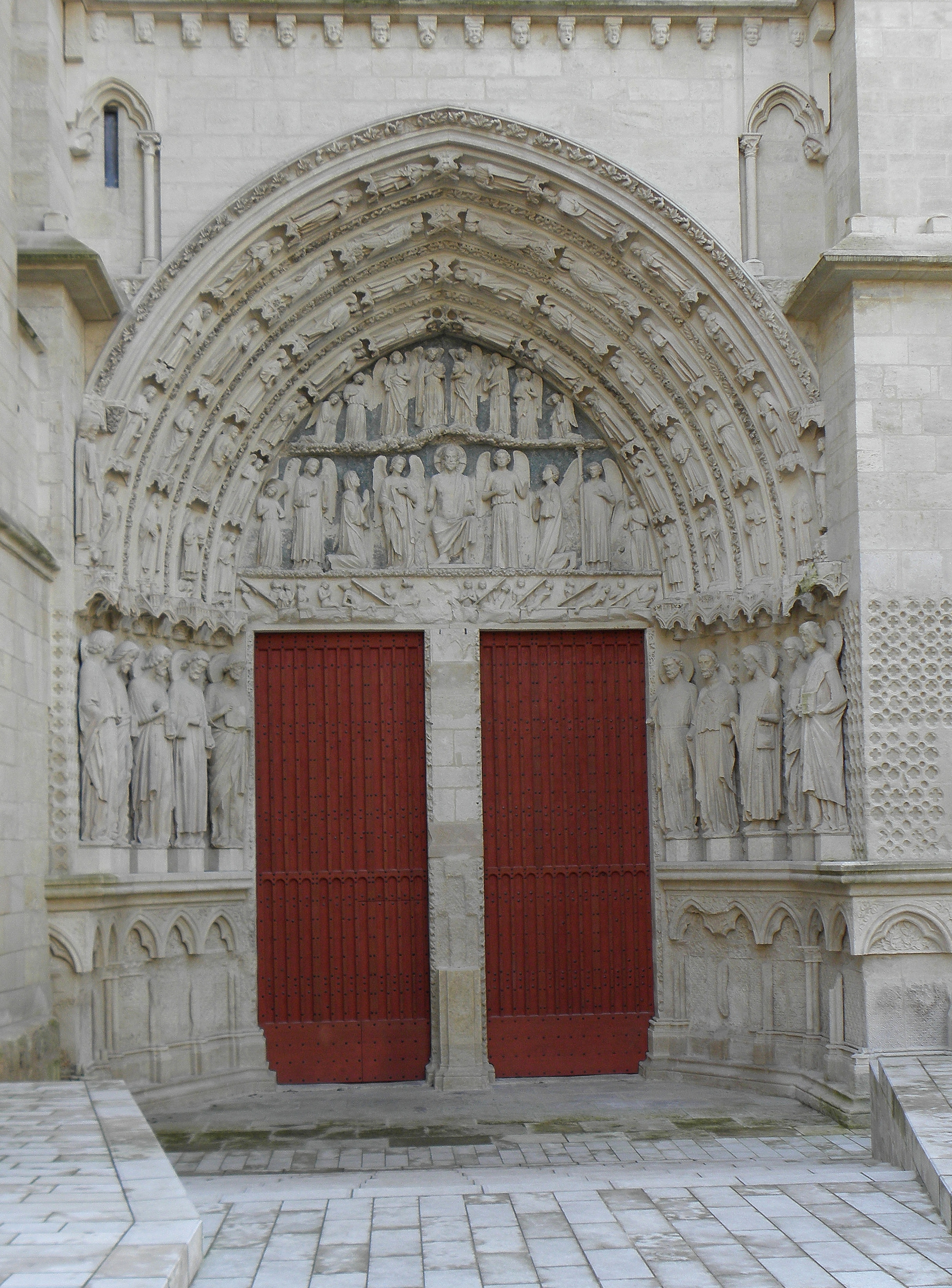
Königsportal (Südportal)
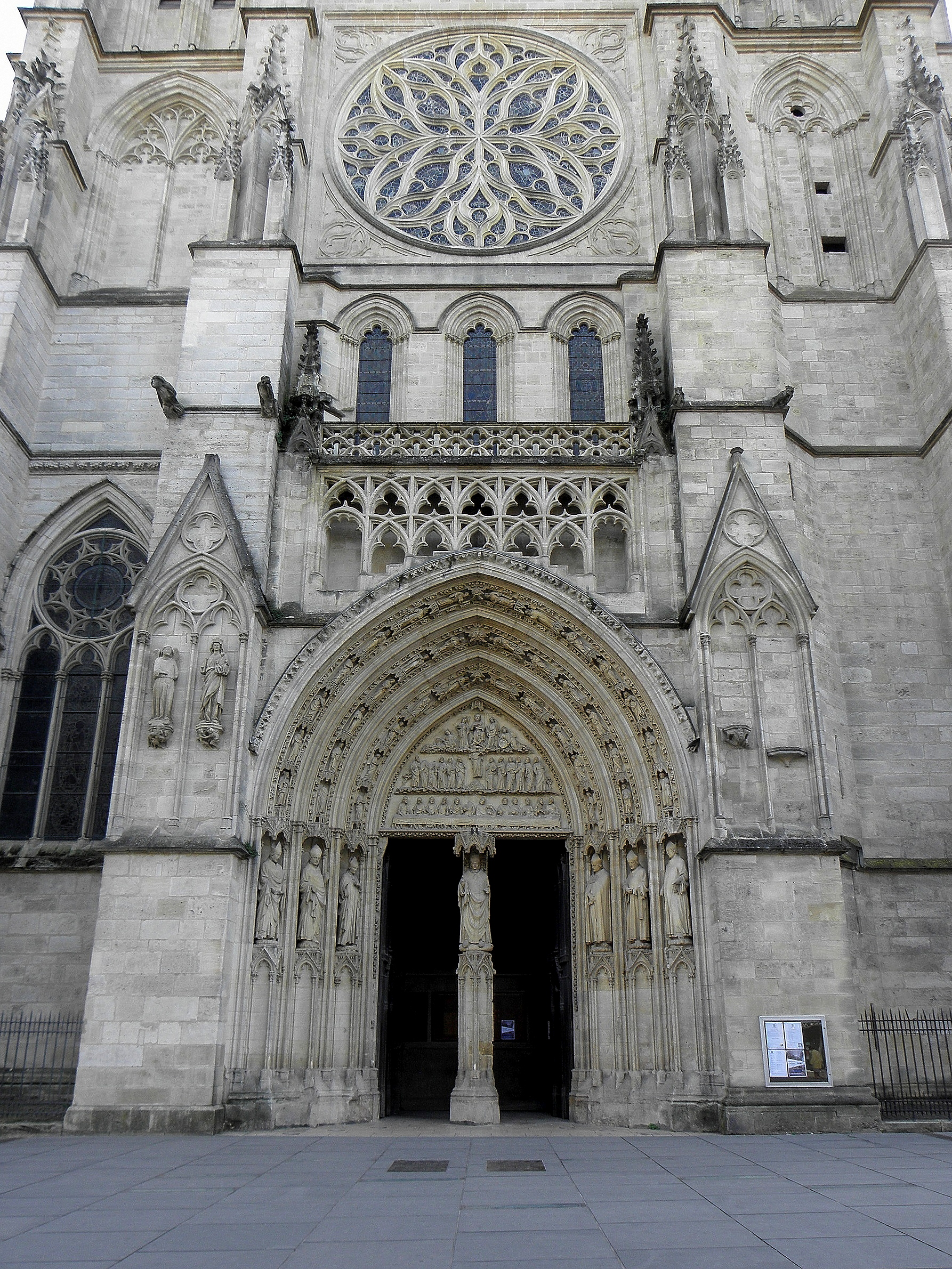
Nordportal, drei aufwändige frühgotische Fenster und die Flamboyant-Rosette
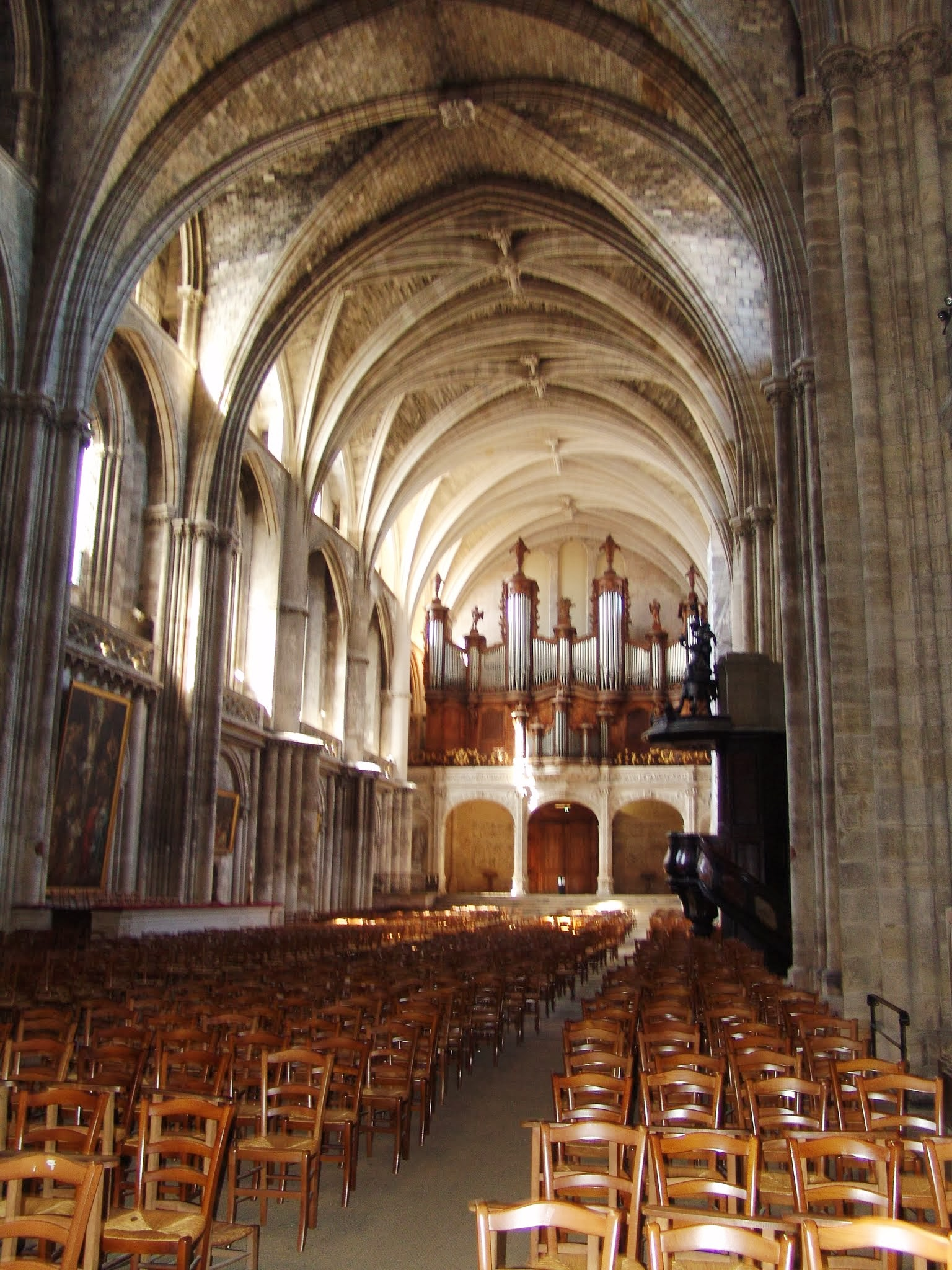
Schiff zur Orgel
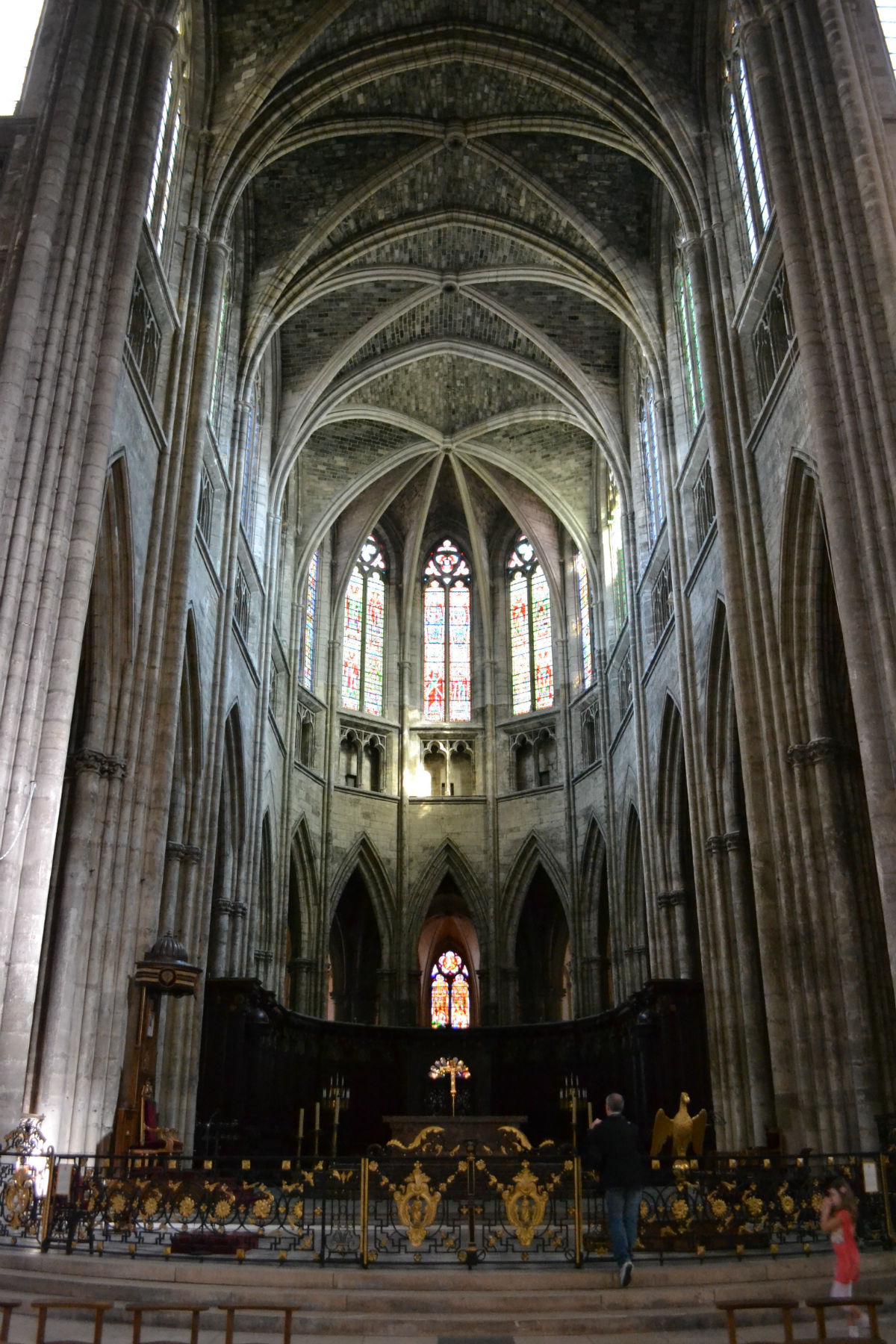
Chor
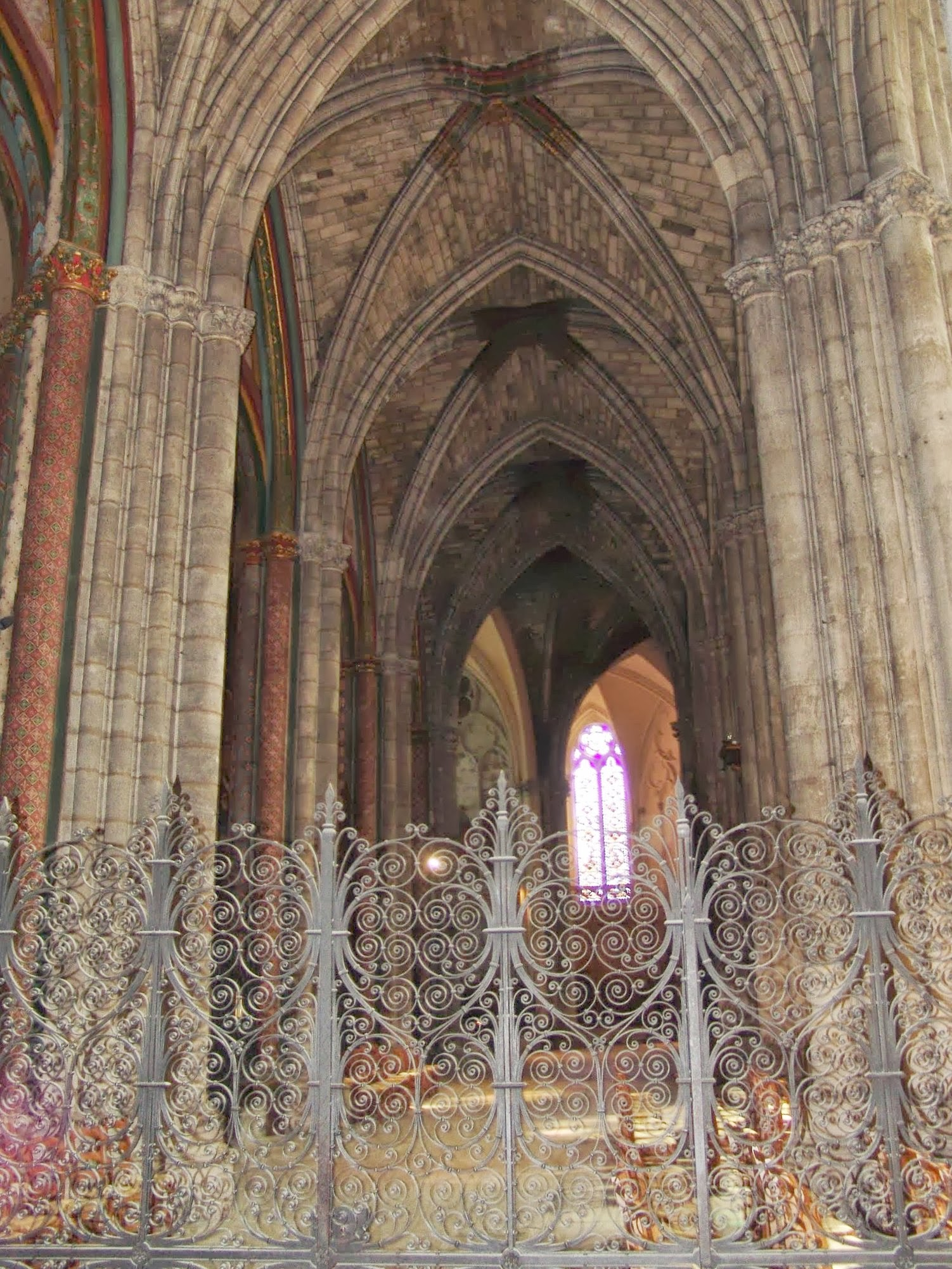
Gerader Teil des Chorumgangs

## Orgel

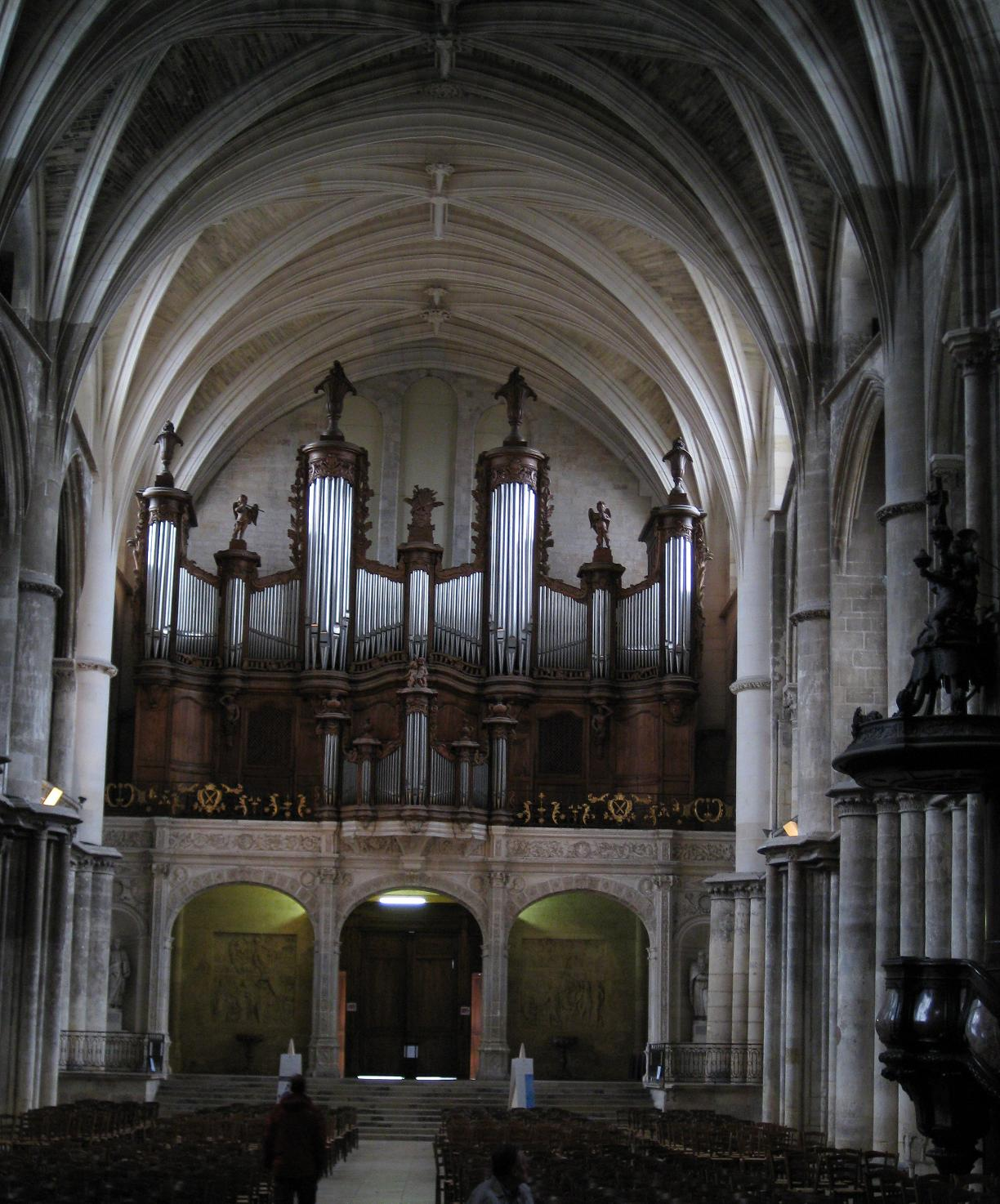
Orgel

Die Geschichte der Orgeln in Saint André lässt sich bis ins 15. Jahrhundert zurückverfolgen: Das erste nachweisbare Instrument wurde 1427 von dem Orgelbauer Jacques de Rasta erbaut. Zu Beginn und Ende des 17. Jahrhunderts wurde das Instrument restauriert. Im Zuge der Französischen Revolution wurde das Instrument zusammen mit einem Großteil der Ausstattung der Kirche verkauft; die Pfeifen wurden teilweise zum Zweck der Herstellung von Uniform-Knöpfen eingeschmolzen. Lediglich das Orgelgehäuse aus dem 16. Jahrhundert blieb erhalten.
Im Jahre 1804 wurde die Orgel der St. Pierre-Kirche aus La Réole, die im Jahre 1766 von dem Orgelbauer Jean-Baptiste Micot (Toulouse) erbaut worden war, in Saint André aufgestellt. Dieses Instrument erwies sich jedoch rasch als unzureichend für den Kirchenraum und wurde bereits im Jahre 1810 wieder abgebaut. Im Zuge eines Instrumententauschs (die jeweiligen Gehäuse blieben an ihren angestammten Plätzen) wurde die Micot-Orgel in der Kirche Sainte-Croix in Bordeaux aufgestellt, und das bis dato dort befindliche Instrument wurde in Saint André aufgestellt. Es handelte sich dabei um eine Orgel, die 1748 von dem Orgelbauer Dom Bedos de Celles mit 44 Registern auf vier Manualen und Pedal erbaut worden war. Im Zuge der Aufstellung in Saint André musste das historische Gehäuse vergrößert werden; außerdem wurden weitere Register hinzugefügt bzw. ausgetauscht; ferner wurde der Manualumfang um 3 Töne erweitert. Der Aufbau in der Kathedrale dauerte von 1812 bis 1817.
Mitte des 20. Jahrhunderts hatte die Orgel 56 Register, von denen nur 26 noch aus dem ursprünglichen Instrument von Dom Bedos de Celles stammten. In den 1970er Jahren wurde entschieden, die Dom-Bedos-Orgel wieder an ihrem ursprünglichen Standort in der Kirche Sainte-Croix aufzustellen, und in Saint André ein neues Instrument zu bauen. Das neue Instrument wurde von dem Orgelbauer Danion-Gonzalez erbaut. Es hat 76 Register auf vier Manualen und Pedal. Die Spieltrakturen sind elektropneumatisch, die Registertrakturen elektrisch.
| I Positif de Dos C–c4 |        |
| Montre                | 8′     |
| Bourdon               | 8′     |
| Flûte                 | 8′     |
| Prestant              | 4′     |
| Flûte                 | 4′     |
| Nazard                | 2 ⁄3′  |
| Doublette             | 2′     |
| Tierce                | 1 3⁄5′ |
| Larigot               | 1 ⁄3′  |
| Fourniture IV         |        |
| Cymbale III           |        |
| Cornet V              |        |
| Trompette             | 8′     |
| Cromorne              | 8′     |
| Clairon               | 4′     |

| II Grand Orgue C–c4   |        |
| Montre                | 16′    |
| Bourdon               | 16′    |
| Montre                | 8′     |
| Bourdon               | 8′     |
| Flûte                 | 8′     |
| Gros Nazard           | 5 1⁄3′ |
| Prestant              | 4′     |
| Grosse Tierce         | 3 1⁄5′ |
| Quinte                | 2 ⁄3′  |
| Doublette             | 2′     |
| Tierce                | 1 3⁄5′ |
| Grosse Fourniture III |        |
| Fourniture VI         |        |
| Cymbale IV            |        |
| Grand Cornet V        |        |
| Bombarde              | 16′    |
| Trompette             | 8′     |
| Trompette en cham.    | 8′     |
| Clairon               | 4′     |
| Clairon en cham.      | 4′     |

| III Récit expressif C–c4 |     |
| Bourdon                  | 16′ |
| Principal                | 8′  |
| Bourdon                  | 8′  |
| Flûte                    | 8′  |
| Violoncelle              | 8′  |
| Voix céleste             | 8′  |
| Principal                | 4′  |
| Flûte                    | 4′  |
| Doublette                | 2′  |
| Plein Jeu V              |     |
| Cornet V                 |     |
| Basson                   | 16′ |
| Trompette                | 8′  |
| Hautbois                 | 8′  |
| Voix humaine             | 8′  |
| Clairon                  | 4′  |

| IV Echo expressif C–c4 |    |
| Cor de nuit            | 8′ |
| Flûte à fuseau         | 4′ |
| Quarte de nazard       | 2′ |
| Piccolo                | 1′ |
| Sesquialtera II        |    |
| Cymbale III            |    |
| Régale                 | 8′ |
| Chalumeau              | 4′ |

| Pédale C–g1            |     |
| Soubasse               | 32′ |
| Principal              | 16′ |
| Soubasse               | 16′ |
| Flûte                  | 16′ |
| Principal              | 8′  |
| Bourdon                | 8′  |
| Flûte                  | 8′  |
| Principal              | 4′  |
| Flûte                  | 4′  |
| Principal              | 2′  |
| Grosse Sesquialtera II |     |
| Plein Jeu V            |     |
| Bombarde               | 32′ |
| Bombarde               | 16′ |
| Trompette              | 8′  |
| Trompette en ch. (GO)  | 8′  |
| Clairon                | 4′  |
| Clairon en ch. (GO)    | 4′  |
| Clairon                | 2′  |

- Koppeln: I/II, III/II, IV/II, III/I, IV/I, I/P, II/P, III/P, IV/P, I–IV/P